# Dzień bezmięsny (powieść)
Dzień Bezmięsny – futurystyczna dystopijna powieść Marcina Wolskiego z elementami fikcji politycznej. 
Znalazła się ona w wydanym w 2002 roku zbiorze opowiadań „Noc Bezprawia oraz inne szalone opowieści”.
Powieść osadzona jest w niedalekiej przyszłości. Po uderzeniu komety w ziemię następuje okres kilkudziesięcioletniego przysłonięcia słońca. Rośliny wymierają błyskawicznie, pozostałe przy życiu zwierzęta zostają upolowane. Nadzieją dla ludzkości może być doktor Brzeziński, który wymyślił prototyp urządzenia wyłapującego pyły, jednak dotarcie do Lublina, oblężonego przez hordy ze wschodu, może być trudniejsze niż myślano. Tymczasem Europejskie Konsorcjum Mięsne może stracić szansę zarobku, jaką jest produkcja syntetyków białkowych z polowań dokonywanych na mieszkańcach Afryki. 